# 費爾菲爾德 (北卡羅萊納州)
費爾菲爾德（英語：Fairfield）是位於美國北卡羅萊納州海德縣的普查規定居民點。

## 人口
根據2020年美國人口普查的數據，費爾菲爾德的面積為18.98平方千米，當中陸地面積為18.23平方千米，而水域面積為0.75平方千米。當地共有人口231人，而人口密度為每平方千米12.17人。